# Francesco Sturbinetti
Francesco Sturbinetti (Roma, 28 aprile 1807 – Frascati, 26 aprile 1865) è stato un avvocato, politico e patriota italiano.

## Biografia
Laureatosi in Legge all'Università di Roma, divenne avvocato della Sacra Rota.
Entrò in politica nel 1847 al seguito delle riforme statuali di Pio IX e di cui nel 1848 fu uno dei primi ministri laici: prima dei Lavori Pubblici in febbraio e poi di Grazia e Giustizia da marzo. Si dimise tuttavia, come gli altri ministri, il 29 aprile con la pronuncia dell'allocuzione del pontefice, in cui questi rifiutò di dichiarare guerra all'Austria in quanto nazione cattolica.
Il 21 gennaio 1849 fu eletto con il maggior numero di voti tra i deputati dell'Assemblea Costituente. Nel voto dell'8 febbraio dell'Assemblea Costituente, dopo l'iniziale indecisione, votò infine a favore della Repubblica e contro il potere temporale del papato: sarà per questo, più tardi, condannato all'esilio. Durante la Repubblica Romana fu eletto Ministro dell'Istruzione: come tale, il 20 marzo abolì i privilegi dei protonotari apostolici nei conferimenti delle Lauree e la loro giurisdizione sull'Università. Fu eletto Senatore di Roma il 19 aprile, carica con cui presiedette il nuovo Consiglio comunale: dovette, però, presto fronteggiare l'invasione militare francese e difendere la città in qualità di generale della Guardia Nazionale.
La sua divisa da ufficiale durante la Repubblica Romana del 1849 è esposta al Castel Sant'Angelo.
Rientrato in patria solo nel 1857, si ritirò dalla politica.
Uomo profondamente religioso, fu sepolto alla Basilica dei Santi Giovanni e Paolo. La lapide sepolcrale ne ricorda la riconciliazione con il pontefice, con le parole: "Abreptus et exsul studio rerum novarum anno MDCCCXLIX, reditus veniam a pontifice maximo consecutus est".